# Issah Yakubu
Issah Yakubu (Techiman, 17 dicembre 1992) è un calciatore ghanese, centrocampista del Basake Holy Stars.

## Carriera
In carriera ha giocato 16 partite per la Coppa dell'AFC, realizzandovi anche due reti.

## Palmarès

### Club

#### Competizioni internazionali
- Coppa dell'AFC: 1

Ahed: 2019